# Stojeszyn Pierwszy
Stojeszyn Pierwszy – wieś w Polsce położona w województwie lubelskim, w powiecie janowskim, w gminie Modliborzyce.

## Krótki opis
W latach 1975–1998 miejscowość administracyjnie należała do województwa tarnobrzeskiego. Według Narodowego Spisu Powszechnego (III 2011 r.) liczyła 386 mieszkańców i była ósmą co do wielkości miejscowością gminy Modliborzyce. W Stojeszynie zachowały się pozostałości zespołu dworsko-parkowego z XIX wieku w postaci: bramy wjazdowej, budynku czworaku dworskiego oraz cennego starodrzewia z zabytkowymi alejami. Miejscowa ludność wyznania katolickiego przynależy do parafii Miłosierdzia Bożego w Brzezinach.

## Historia
Osadnictwo w rejonie Stojeszyna występowało we wczesnym średniowieczu. Choć najstarsze ślady osadnictwa na tym terenie pochodzą z okresu wpływów rzymskich (30 r. n.e. – 500 r. n.e.) – wtedy istniała osada zamieszkana przez ludność rolniczą. Przypuszczalnie rozbudowę (lub nową lokacje) zawdzięcza Kazimierzowi Wielkiemu, który kierując się względami militarno-gospodarczymi nadał te tereny przedstawicielowi drobnej szlachty, rodem prawdopodobnie z Mazowsza, skąd także pochodziła przynajmniej część osadników. Pierwsza wzmianka o Stojeszynie pochodzi dopiero z 1409 roku, kiedy dziedzicem był niejaki Florian. Kolejnymi dziedzicami byli: Chwalisław z Blimowa i Jaśko (1414 r.), Małgorzata ze Stojeszyna (1420 r.), szlachcic Jaśko ze Stojeszyna (1427 r.) oraz Mikołaj ze Stojeszyna (1429 r.). W 1445 roku sąd polubowny przyznał dziesięcinę snopową ze Stojeszyna plebanowi w Potoka. Następnym znanym właścicielem był Stanisław ze Stojeszyna który w 1466 roku zapisał żonie Dorocie 50 grzywien posagu i tyle samo wiana. Według rejestru poborowego powiatu urzędowskiego z 1531 roku wieś miała 3 i 1/2 łana ziemi ornej oraz 1 młyn. W 1529 roku dziesięcina snopowa z całej wsi była oddawana przez miejscowych kmieci plebanowi w Potoku. Pod koniec XVI w. (w latach 1550-1598) istniał w Stojeszynie zbór kalwiński o którym brak jest jakichkolwiek informacji po 1598 roku. Wieś na początku wieku XVII należała do rodziny Stojeńskich, między innymi do Michała ze Stojeszyna – Stojeńskiego (1692). W 1692 roku nieznany szlachcic zapisał w testamencie 500 złotych polskich na naprawę kościoła w Modliborzycach. W 1626 roku wieś dzieliła się na cztery części. W 1697 roku przechodzące wojska najechały dwór grabiąc inwentarz żywy. W 1740 roku pewne szkody wyrządził oddział dragonów. W 1767 roku właścicielami byli Ignacy Stoiński, wojskowy z urzędowa, a następnie Bystrzonowski (chorąży parnawski). W II połowie XVIII wieku właścicielem polowy Stojeszyna był Franciszek Ksawery Stoiński. Na jego posesji był dworek wraz zabudowaniami gospodarczymi. Wieś była dobrze zagospodarowana – funkcjonował młyn, były stawy rybne, karczma, dwór rozwijał hodowle owiec i krów, chłopi posiadali barcie pszczele. Na Sannie znajdował się most o długości 30 łokci warszawskich. Z tytułu utrzymania mostu państwo pozwoliło pobierać opłaty za przejazd tzw. mostowe. Pod koniec XVIII wieku dzierżawca dopuścił się wielu krzywd na poddanych (pobicia, windowanie powinności), wskutek czego sześciu chłopów zbiegło wraz z rodzinami. Jednym z ważniejszych szlaków drożnych był trakt wrocławski (Śląski) idący od Radzięcina przez Stojeszyn do Zawichostu, a następnie na Śląsk. Stojeszyn po III rozbiorze Rzeczypospolitej w 1795 roku znalazł się w zaborze austriackim. Stan ten nie trwał długo, gdyż w 1809 r. po wojnie polsko-austriackiej wszedł w skład Księstwa Warszawskiego, którego ziemie zostały zajęte przez wojska rosyjskie w 1813 roku. W 1811 roku właścicielem Stojeszyna był Hipolit Sierakowski, komornik lubelski. Stojeszyn znajdujący się w zaborze rosyjskim w 1827 roku liczył 341 mieszkańców i 63 domy. Kolejnym właścicielem w 1828 roku był Jan Neupomucen Łępiski, komisarz Wydziału Administracyjnego i Oświecenia Województwa Lubelskiego. W 1887 roku dobra stojeszyńskie składały się z folwarku Stojeszyn i Felinów liczących 6450 mórg ogólnej przestrzeni. Folwark w Stojeszynie liczył 3657 mórg lasu, 1107 mórg nieużytków, 529 mórg gruntów ornych i ogrodów, 112 mórg łąk, 26 mórg pastwisk i 30 mórg w odpadkach. W XIX wieku w Stojeszynie znajdował się młyn wodny, browar, tartak, piec wapienny i smolarnia. W XIX wieku właścicielem Stojeszyna stał się Jan Łempicki. W wyniku reformy z 1864 roku uwłaszczeniu uległo 3 gospodarzy. W 1893 roku od Łempickich folwark stojeszyński kupili Gierliczowie. Najpierw posiadaczem był Jan Gierlicz, a później jego syn Aleksander.
W czasie I wojny światowej rozwój Stojeszyna został zahamowany. Zakończenie działań wojennych w 1918 roku otworzyło nowy etap w dziejach miejscowości. Nastąpił wzrost liczby ludności. Według danych z 1921 roku miejscowość liczyła 126 domów i 933 osób Natomiast w 1933 roku folwark stojeszyński Aleksandra Gierlicza liczył już 1246 mieszkańców i miał powierzchnię 2346 ha. W okresie międzywojennym powstała szkoła powszechna, której kierownikiem był Stefan Chrzanowski.
Podczas II wojny światowej Stojeszyn najpierw 15 września 1939 roku został przez Niemców zbombardowany, a następnie w marcu 1943 roku spacyfikowany. W tym samym roku oddział Gwardii Ludowej stoczył na moście potyczkę z niemiecką żandarmerią.
U progu reformy PKWN folwark nadal pozostawał w rękach Gierliczów i liczył 1531 ha (w tym 250 ha wód i 984 ha lasu). Pod koniec 1944 roku doszło do jego parcelacji. Nabywcami gruntów byli głównie mieszkańcy Stojeszyna i Brzezin. Po 1945 r. rozebrano dworek modrzewiowy wzniesiony przez rodzinę Łępickich. W 1956 roku powstała ochotnicza straż pożarna, a w 1964 roku zbudowano szkołę. W 1984 roku erygowana została parafia Miłosierdzia Bożego w Brzezinach. W 1996 roku wieś zamieszkiwało 841 mieszkańców. W obu wsiach (odrębne sołectwa – Stojeszyn Pierwszy i Stojeszyn Drugi) były 304 gospodarstwa.

## Filia Gminnej Biblioteki

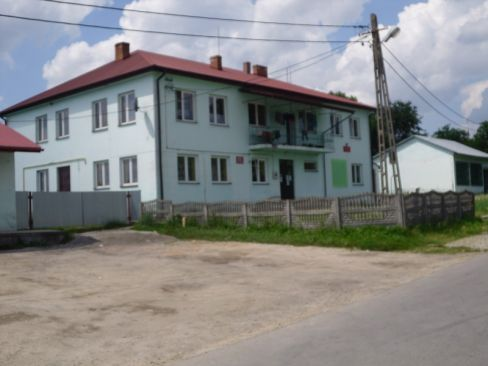
Budynek OSP w Stojeszynie Pierwszym

Filia Gminnej Biblioteki Publicznej w Stojeszynie Pierwszym została założona 16 stycznia 1964 roku z inicjatywy Franciszka Tutki i Tadeusza Nowogrodzkiego. Kolejnymi jej siedzibami były:
- Szkoła Podstawowa w Stojeszynie I (1964–1966)
- Budynek prywatny Jana Bosego (1966–1970)
- Gromadzki Ośrodek Kultury w Stojeszynie I (1970–1975)
- Wiejski Dom Kultury w Stojeszynie I (1975–1989)
- Dom Strażaka (1989–2004)
- Budynek remizy OSP w Stojeszynie I Od 7 stycznia 2005 roku.

Od początku powstania filię prowadzili:
- Danuta Mazur (1964–1983)
- Ewa Kamińska-Rząd (1983)
- Wanda Trójczak (1984–1989)
- Alfreda Gierłach (od 1989)